# Etka Daum
Etka Daum, właściwie Estera Daum (ur. 1918 w Koninie, zm. 2001 w Izraelu) – sekretarka Chaima Rumkowskiego w łódzkim getcie, autorka wspomnień.

## Życiorys
Urodziła się w Koninie w rodzinie żydowskiej. Ukończyła Wyższą Szkołę Handlową w Gdańsku. Do 1940 mieszkała w Warszawie, skąd następnie udała się do Łodzi i trafiła do miejscowego getta, gdzie przebywała jej matka. Po przyjeździe złożyła podanie o przyjęcie do pracy w nowo tworzonej administracji getta łódzkiego. Została przyjęta do sekretariatu Przełożonego Starszeństwa Żydów w Getcie, Chaima Rumkowskiego. Zajmowała się także sprawami zaopatrzenia getta w żywność i opał. Spędziła tam 1653 dni. Od początku swojej pracy zaczęła pisać pamiętnik. Notowała w nim informacje o pracy i wydarzeniach w sekretariacie oraz o swoim życiu osobistym od początku utworzenia getta do samego końca. Ukazywała obraz skomplikowanych relacji między żydowską a niemiecką administracją getta i walki o władzę wśród tamtejszych elit.
Po zakończeniu II wojny światowej wraz z narzeczonym Izaakiem Frenkielem wróciła do Łodzi, gdzie się pobrali. Urodziło się im trzech synów. W 1973 z rodziną wyemigrowała do Izraela, gdzie mieszkała do śmierci. Oryginalnego dziennika, ukrytego w getcie, nigdy nie odnalazła. Na prośbę synów ponownie spisała swoje wspomnienia. W 2008 ponownie spisany dziennik Etki Daum został wydany w Polsce w opracowaniu Elżbiety Cherezińskiej pod tytułem Byłam sekretarką Rumkowskiego. Dzienniki Etki Daum.